# Carl Friedrich Müller (Tiermediziner)
Carl Friedrich Müller (auch Karl Müller; * 3. Juli 1825 in Berlin; † 6. März 1901 ebenda) war ein deutscher Tiermediziner und Hochschullehrer.

## Leben
Carl Friedrich Wilhelm Müller wurde in Berlin geboren und begann 1841 – also im Alter von 16 Jahren – als Civil-Eleve (im Unterschied zu den Militär-Eleven) das Studium an der Königlich Preußischen Tierarzneischule in seiner Heimatstadt. 1845 schloss er das Examen als sogen. Tierarzt 1. Klasse mit „sehr gut“ ab. Danach praktizierte er zwei Jahre in Pommern, arbeitete nach bestandenem Examen von 1847 bis 1859 als Kreistierarzt in den Provinzen Ostpreußen und Posen und kehrte nach Berlin zurück. Hier wurde er zunächst als Repetitor, ab 1862 als etatmäßiger Lehrer und schließlich 1870 in der Nachfolge von Gurlt (1794–1882) als Professor an der Tierarzneischule, ab Juni 1887 der Königlich Preußischen Tierärztlichen Hochschule angestellt. 1896 trat er in den Ruhestand und starb 1901. Zwischen 1859 und 1896 wohnte er – wie auch andere Kollegen – mit seiner Familie auf dem Gelände in der L(o)uisenstraße Nr. 56 (Stadtteil Berlin-Mitte, Postbezirk NW). Der Nachfolger als Professor für Anatomie wurde Reinhold Schmaltz.

## Wirken
Müller hatte als „etatmäßiger Lehrer“ die Fachgebiete Exterieur, Gestütskunde, Diätetik (auch im Sinne von Hygiene) und klinische Demonstrationen zu vertreten. Als Professor lehrte er das Hauptfach Anatomie (ohne Histologie/Gewebekunde) sowie Physiologie, Zoologie und Botanik. Für die Sektionen stand das „Anatomische Theater“ (ein Bau von Carl Gotthard Langhans aus den Jahren 1789/90) zur Verfügung, das 1874 noch einen Anbau für Obduktionen und zur Durchführung pathologischer Studien erhielt.
Darüber hinaus gab Müller neue Auflagen von Standardwerken der Anatomie und Physiologie wichtiger Haustiere heraus und erstellte die erste geeignete Viehseuchenstatistik für Preußen. Er musste aus Platzgründen die von Gurlt begonnene Sammlung von Feucht-, Trockenpräparaten und Skeletten verkleinern, konnte sie aber um aktuellere Exemplare ergänzen.

## Werke
- 2., vollständig neu bearbeitete Auflage von Fürstenberg-Leisering`s „Anatomie und Physiologie des Rindes“, Berlin: Parey, 1876, 795 S.
- 5. bis 8. Auflage von Gurlt`s „Handbuch der vergleichenden Anatomie der Haustiere“, Berlin: Hirschwald, 1873 bis 1896, 903 S.
- Anatomie und Physiologie des Pferdes. In: Schwarznecker: „Die Pferdezucht nach ihrem jetzigen rationellen Stand“. Berlin: Parey, 1. bis 3. Aufl., 1879–1894., 931 S.

## Ehrung
- Professor Carl Friedrich Müller wurde 1890 mit dem Titel Geheimer Medizinalrat geehrt.